# Gonozo (Ndoukoula)
Pour les articles homonymes, voir Gonozo.
Gonozo est une localité du Cameroun située dans l'arrondissement de Ndoukoula, le département du Diamaré et la région de l’Extrême-Nord. Elle fait partie du canton de Ndoukoula.

## Population
En 1975, on distinguait Gonozo I, qui comptait 209 habitants (Peuls), et Gonozo II qui en comptait 114, des Guiziga.
Lors du recensement de 2005, on a dénombré 1 029 personnes à Gonozo.